# Luis Muñoz Lafuente

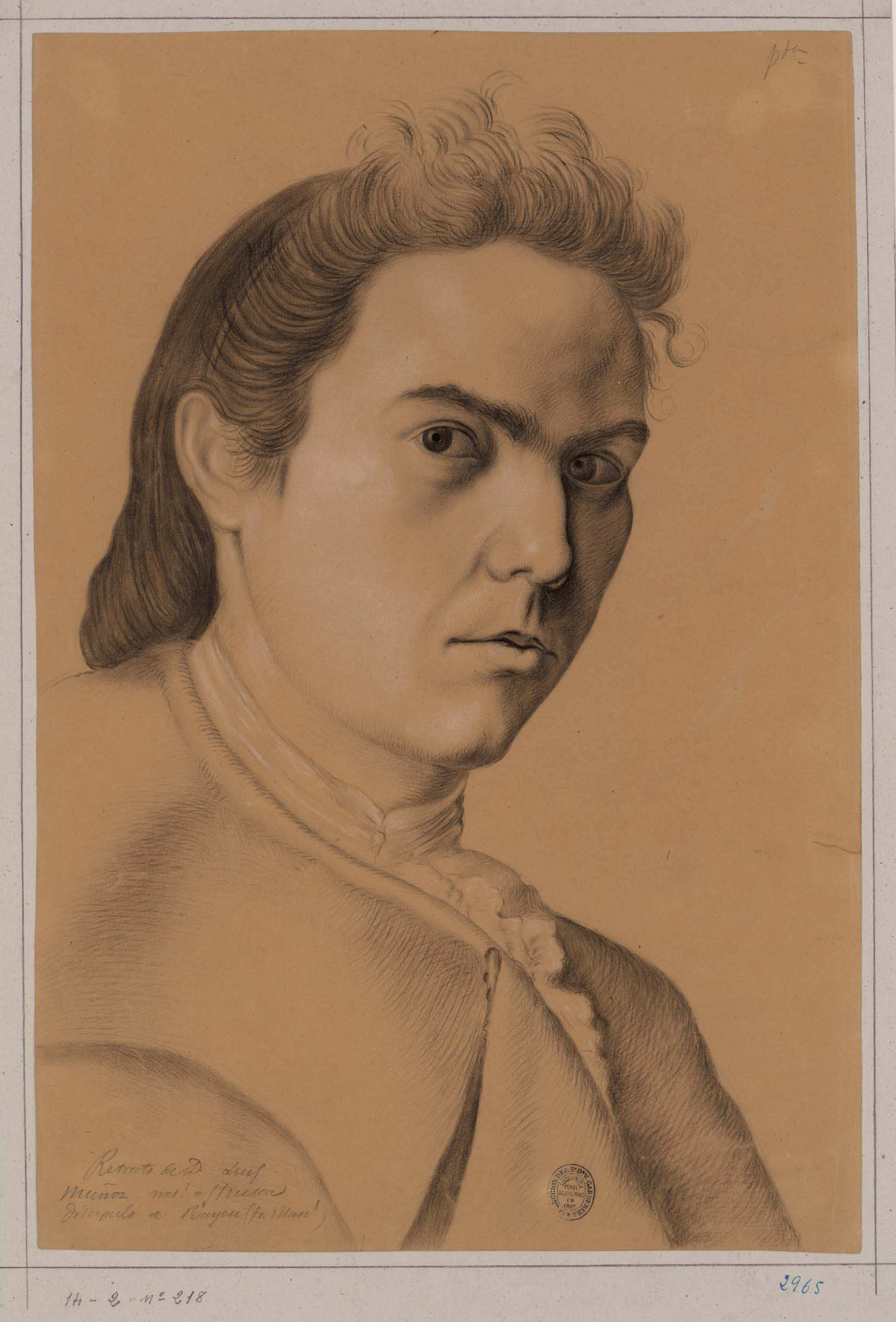
Retrato de Luis Muñoz, escultor y pintor, por Valentín Carderera. Dibujo a lápiz grafito y clarión sobre papel agarbanzado. Biblioteca Nacional de España.

Luis Muñoz Lafuente (Huesca, 1756-1838) fue un pintor y escultor español, discípulo de fray Manuel Bayeu según la anotación manuscrita que figura en su retrato, dibujado por Valentín Carderera.

## Biografía
De familia de artistas, trabajó para las catedrales de Huesca y de Jaca y especialmente para la Universidad Sertoriana, para la que pintó con destino al paraninfo los retratos de Bartolomé Leonardo de Argensola (1788, Museo de Huesca) y del obispo de Albarracín Martín Funes y Lafiguera (1791, Museo de Huesca), además de un Santo Tomás de Aquino recibiendo la luz de la divina inspiración en su escritorio (1795, en depósito en el Ayuntamiento de Huesca), cinco tondos con alegorías de las ciencias que podrían haber estado presididos por un cuadro rectangular con la imagen de Minerva (Huesca, IES Ramón y Cajal), y alguna obra desaparecida, como un cuadro del Salvador por el que recibió 20 libras en el curso 1783-1784.
En 1798 recibió el título de pintor y escultor por la Real Academia de Bellas Artes de San Luis de Zaragoza por un óleo con el tema de la embriaguez de Lot y un relieve que representaba a Minerva presentando a Sertorio los planos de la Universidad de Huesca.